# Bataille du pont d'Arcole
Pour les articles homonymes, voir Arcole.
Première coalition
Batailles
La bataille du pont d’Arcole s'est déroulée du 15 au 17 novembre 1796 (25 au 27 brumaire an V) lors de la première campagne d’Italie. Elle opposa les 19 000 Français de l’armée d'Italie, sous les ordres de Napoléon Bonaparte, aux 24 000 hommes de l'armée autrichienne, commandée par le général Josef Alvinczy.

## Contexte
Une nouvelle armée autrichienne, sous les ordres de Josef Alvinczy, entre en Italie pour en refouler Bonaparte. Divisée en deux colonnes, elle affronte les Français à plusieurs reprises. Bonaparte réussit à vaincre Alvinczy à Brenta, mais le général Vaubois, laissé en infériorité numérique, est battu par Paul Davidovitch et se replie à Rivoli Veronese, puis à La Corona. Bonaparte, fragilisé par le recul de Vaubois, doit se retirer sur Vérone.
Tentant sans succès d'enlever la position de Caldiero, le général Bonaparte laisse la garde de Vérone au général Kilmaine, et descend le long de l'Adige pour rencontrer les Autrichiens.

## Déroulement

### Prélude
L'armée française traverse l'Adige à Ronco, et se dirige vers l'un de ses affluents, l'Alpone (it). Durant deux jours de bataille, les Français tentent de passer, mais la manœuvre de tenaille effectuée par les généraux Pierre Augereau et André Masséna échoue.

### Assaut français

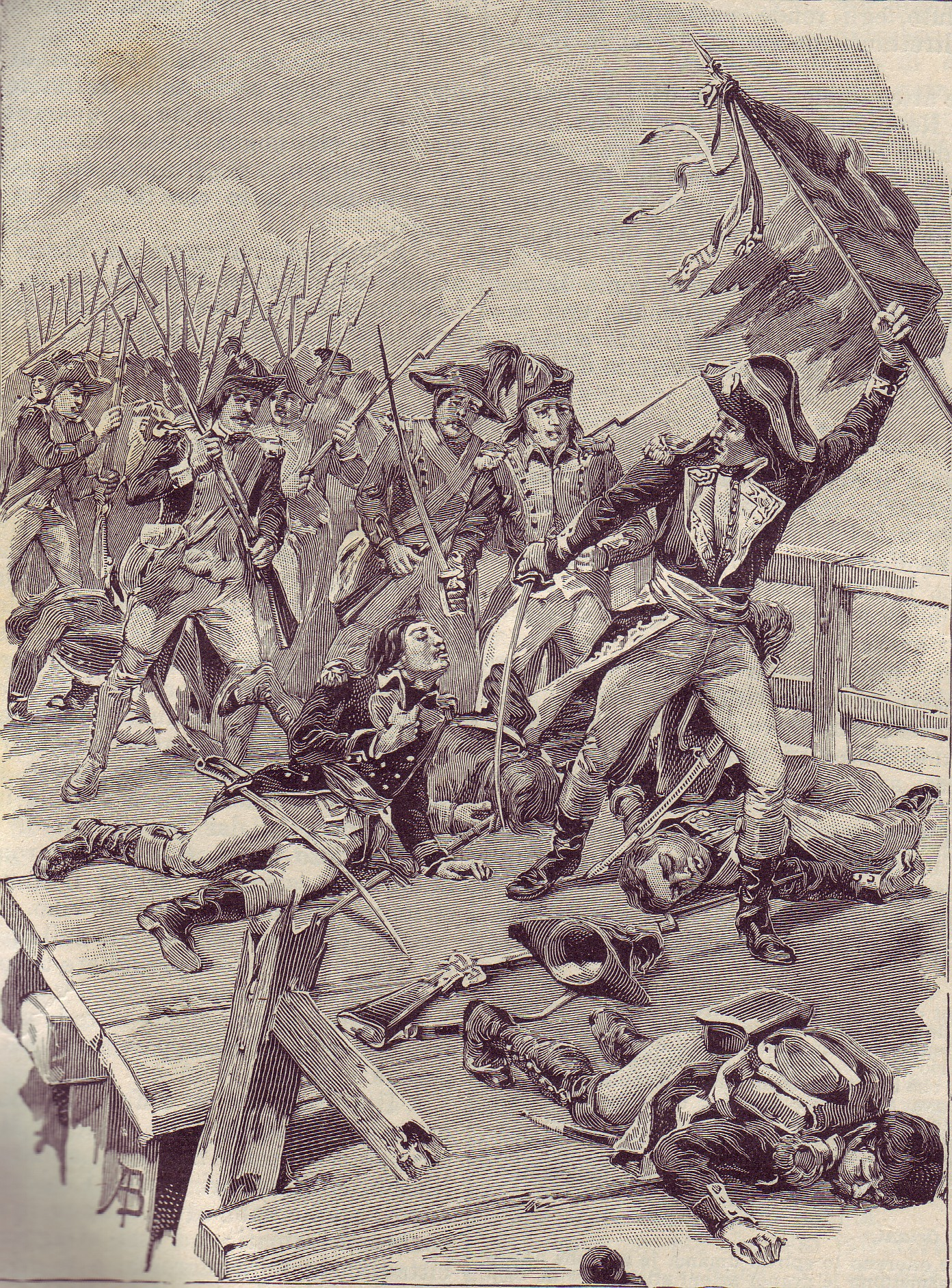
Le passage du pont d'Arcole.

Le village d'Arcole est défendu par les troupes autrichiennes du général Anton Ferdinand Mittrowsky. Les forces françaises tentent de prendre le village en franchissant l'Alpone par un pont sous le feu des forces autrichiennes. Augereau passe l’Adige mais est repoussé par un feu violent devant le pont d’Arcole, tandis que Masséna s'enlise dans les marais. Dans les premiers assauts, le général Lannes est à la tête de deux bataillons de la 58e demi-brigade et tente de traverser ; ses troupes doivent reculer devant la violence du feu ennemi, et leur chef est blessé par deux fois. Augereau l'appuie avec trois bataillons. Lannes doit être transporté à l'ambulance de Ronco pour se faire panser.
Augereau tente alors d'emmener ses troupes sur la digue : prenant un drapeau, il s'élance le premier, mais les soldats ne le suivent pas. Alors commandant de l'armée d'Italie, Bonaparte saisit lui aussi un drapeau, s'élance sur le pont et l'y plante.
Joseph Sulkowski, témoin de la campagne d'Italie et aide de camp préféré de Bonaparte, d’origine polonaise, décrit la scène :

« En attendant, le général en chef, instruit de l'état des affaires, s'était déjà avancé lui-même à moitié chemin : on lui apprend les pertes irréparables qu'on vient de faire, l'obstination de l'ennemi, le découragement de nos soldats. Le combat était engagé, il fallait vaincre ou périr, et il prend un parti digne de sa gloire. Nous le voyons tout à coup paraître sur la digue, entouré de son état-major et suivi de ses guides, il descend de cheval, tire son sabre, prend un drapeau et s'élance sur le pont au milieu d'une pluie de feu. Les soldats le voient et aucun d'eux ne l’imite. »

Un autre témoin décrit la suite : « Sa colonne l'avait à moitié franchi lorsqu'un feu de flanc la fit rétrograder. Les grenadiers enlevèrent Bonaparte et l'entrainèrent, il fut précipité dans un marais où il enfonça jusqu'à mi-corps. Lannes qui était blessé était accouru de Milan, il couvrit le général de son corps. Muiron, aide de camp, en fit autant et il fut tué, alors que le général Jean Gilles André Robert fut grièvement blessé (il devait décéder de ses blessures le 10 janvier 1797 à Ferrare) ».
L'intervention de Lannes, à cheval alors que ses grenadiers sont à pied, permet à Bonaparte de se dégager des troupes adverses, alors que le général en chef se retrouvait entouré de toute part. Bonaparte tente alors d'envoyer des renforts à Masséna mais tombe dans un marécage. C'est le général Belliard qui rallie ses hommes et sauve à nouveau Bonaparte.
Celui-ci ordonne à ses tambours d'aller discrètement sur les arrières des Autrichiens et de faire le plus de bruit possible afin de faire croire que des renforts sont arrivés, tambours parmi lesquels André Estienne fut décoré de la Légion d'honneur. Alvinczy, pensant que les Français sont en train d'attaquer ses arrières, désunit sa solide défense et poursuit les tambours avec son armée, ce qui permet à Masséna de traverser l'Adige. Bonaparte donne alors ordre à Masséna et à Augereau de prendre l'armée ennemie en tenaille par un gué découvert par Masséna, ce qui permet de l'anéantir.

## Conséquences

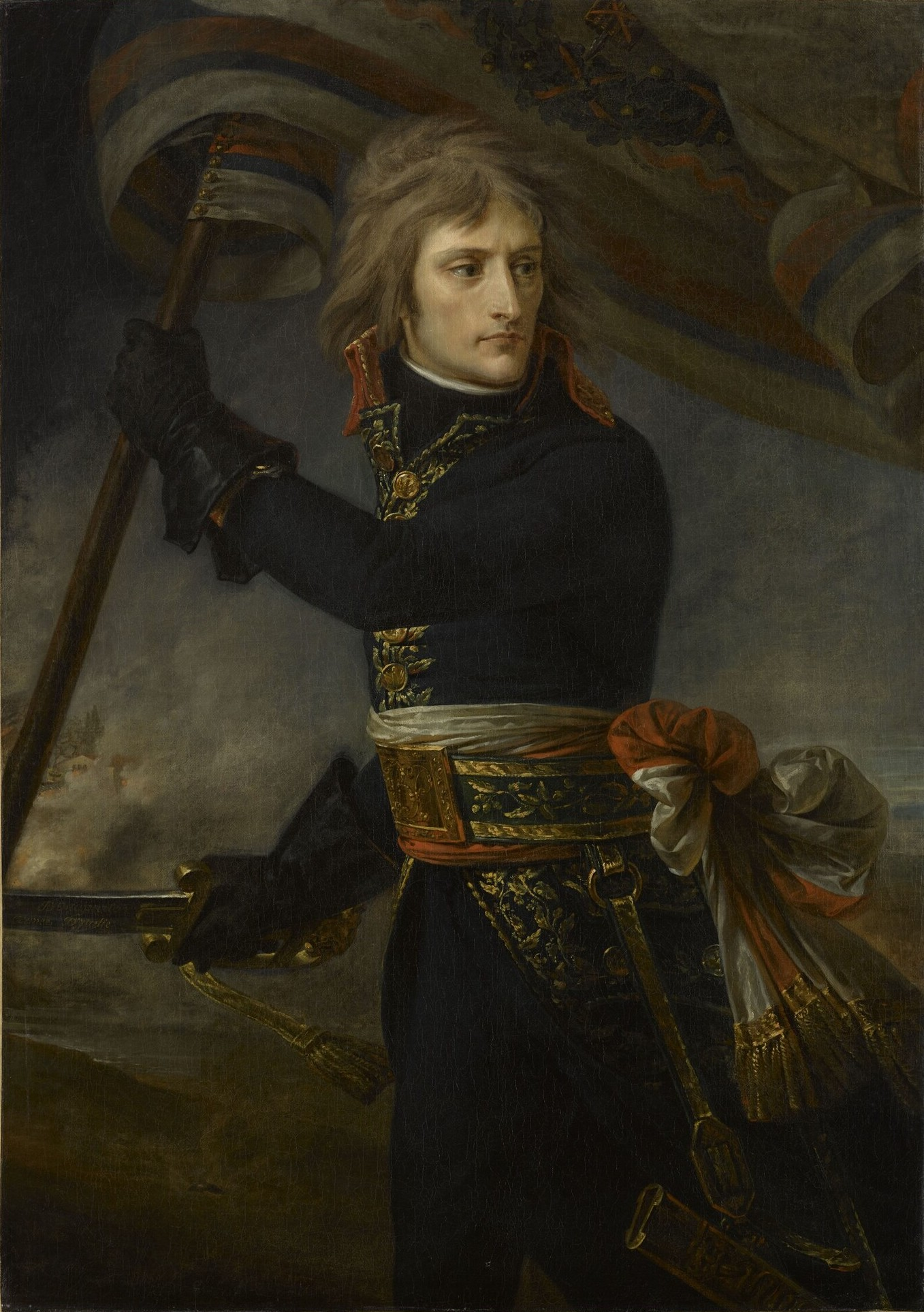
Napoléon au pont d'Arcole, par Antoine-Jean Gros (1796), musée national du château de Versailles.

L'armée française est victorieuse et reste solidement accrochée dans le Nord de la péninsule italienne. Le siège de Mantoue continue, et la campagne aboutit courant 1797 à l’éviction des Autrichiens de la péninsule italienne.
Quatre jours après l'événement, Bonaparte décrit la bataille au Directoire :

« Ce fut en vain que les généraux, sentant toute l'importance du temps, se jetèrent à la tête pour obliger nos colonnes de passer le petit pont d'Arcole : trop de courage nuisit : ils furent presque tous blessés : les généraux Verdier, Bon, Verne, Lannes furent mis hors de combat […] Le général Lannes, blessé déjà de deux coups de feu, retourna et reçut une troisième blessure plus dangereuse. »

## Le drapeau
Le drapeau que Bonaparte avait porté sur la digue d'Arcole fut envoyé au Directoire. Plus tard, au mois de février 1798, le Corps législatif fit hommage de ce drapeau à l'ancien général en chef de l'armée d'Italie. Bonaparte le donna à Lannes pour son action héroïque sur le pont. Longtemps conservé dans la famille du duc de Montebello, ce drapeau a disparu sans qu'on puisse savoir à quelle époque au juste. Détail qui paraît singulier au premier abord : le drapeau était presque blanc. C'était le drapeau d'un des bataillons de la 5e demi-brigade. Or, d'après un décret de 1794, si tous les drapeaux devaient porter les trois couleurs nationales, un seul, appelé « premier drapeau », présentait les dispositions actuellement réglementaires, les trois couleurs disposées en zones verticales, bleu, blanc et rouge. Pour les autres drapeaux chaque chef de corps donnait libre cours à sa fantaisie. Les drapeaux de la 5e demi-brigade étaient blancs avec de petits losanges bleus et rouge figurés dans les quatre angles. Tel fut en effet le drapeau porté par Bonaparte sur la digue d'Arcole.

## Promotion Saint-Cyr
En 1996, la promotion amalgamée (Officiers d'active, Polytechnique, Commissaires de l'Armée de Terre, Officiers de Réserve) prend le nom de Promotion Arcole. La couverture du livre de promotion est réalisée par le styliste Jean-Charles de Castelbajac.